# Дубровицька вулиця (Київ)
Дубро́вицька ву́лиця — вулиця в Оболонському районі міста Києва, місцевість Пріорка. Пролягає від Вишгородської до Автозаводської вулиці.
Прилучаються Макіївська вулиця і Дубровицький провулок.

## Історія
Вулиця виникла в 1-й третині XX століття. Мала назву Першотравневий провулок. Сучасна назва — з 1955 року.